# Antoni Gałecki
Antoni Gałecki (Łódź, 4 giugno 1906 – Łódź, 14 dicembre 1958) è stato un calciatore polacco, di ruolo difensore.

## Carriera
Con la Nazionale polacca prese parte ai Giochi Olimpici del 1936 ed ai Mondiali del 1938.